# Кызылкиянское месторождение нефти и газа
Кызылкиянское месторождение нефти и газа — находится в 40 км к западу от Кумкольского нефтегазового месторождения Карагандинской области. Месторождение обнаружено во время сейсмической разведки в 1984—1985 годы. Первый нефтяной продукт был получен (через западную скважину) в 1986 году. Нефтегазовое скопление было найдено в осадках (глубине расстояние 1467—1600 м) арыскумского горизонта нижнего неокома. Небольшой нефтяной продукт был получен из фундаментальной породы о и 18 скважин. Коэффициент насыщения нефтью 0,59, коэффициент насыщения газом 0,57. Давление пласта 15,1 — 15,8 МПа, температура 61—70°. Нефть легкая, её плотность 0,797—0,805 г/см3, серы мало (0,017—0,33 %), парафинная (0,6—36,0 %), также в составе имеет 0,1—8 % смолы, асфальтендера. Выход фракций (светлого цвета, до 300°) составляет 57,5 %. Подземные воды хлор-кальциевые, плотность 1,050 г/см3, минерализация 61,1 г/л. Суточная добыча воды 9,87 м3.